# 1946年香港
|        | 香港歷史 \| 香港歷史年表                                                                                                   |
| 世紀： | 19世紀香港 \| 20世紀香港 \| 21世紀香港                                                                                     |
| 年代： | 1910年代香港 \| 1920年代香港 \| 1930年代香港 \| 1940年代香港 \| 1950年代香港 \| 1960年代香港 \| 1970年代香港               |
| 年份： | 1942年香港 \| 1943年香港 \| 1944年香港 \| 1945年香港 \| 1946年香港 \| 1947年香港 \| 1948年香港 \| 1949年香港 \| 1950年香港 |
| 紀年： | 丙戌年（狗年）、香港開埠105周年、香港重光1周年                                                                             |

## 大事記

### 1月
- 1月4日——華商報復刊。
- 1月7日——軍政府首長夏愨飛抵重慶訪問，會晤國民政府主席蔣介石。
- 1月13日——大埔錦山村35號男子林槍殺其繼母。3,500名日籍戰俘開始遣返日本。
- 1月21日——港府設立發展處，下設農業、林業、漁業、花園4個部門，以克雷格·赫克洛茨為首任處長。
- 1月26日——宋子文抵港訪問。

### 2月
- 香港軍事法庭成立，審理二戰期間日籍戰犯罪行。
- 2月5日——工商日報復刊。
- 2月18日——糧食統制局宣佈配米減半。
- 2月20日——孫科訪港。

### 3月
- 3月6日——中國航空公司員工罷工要求改善待遇。
- 3月12日——三輪車夫陳建芝在青山道被殺害。
- 3月13日——海軍船塢8,000人罷工。深水埗塘尾道209號永祥工業原料店發生爆炸，3死3傷[1]。
- 3月15日——聖約翰救傷隊復員，總部設於東亞銀行[2]:76。
- 3月21日——亞公岩火藥庫發生3次大爆炸，3死50傷[3][4]。
- 3月24日——銅鑼灣海軍球場球賽發生集體毆鬥事件。
- 3月26日——英國皇家空軍一架C-47運輸機從啟德機場起飛作軍事訓練，途中因密雲於大嶼山墜毀，4人死亡。[5]
- 3月30日——規定香煙及煉奶的公價，白米等多種食物、柴、布疋均按公價配售，需持購物證採購[2]:69。

### 4月
- 4月5日——舉行香港重光後首屆音樂會。
- 4月9日——港府設立駐倫敦專員。
- 4月12日——軍政府首長夏愨赴新加坡參加糧食會議。
- 4月13日——中國作家茅盾訪港。
- 4月16日——國民黨在香港設立港澳總支部，主任李大超抵港。
- 4月17日——港府在17個注射站替居民免費打針預防霍亂。
- 4月20日——由下午5時起實施夏令時間，至10月31日午夜12時止[2]:74。
- 4月21日——當局修改《防止霍亂條例》，禁售6種食品。
- 4月23日——共95萬多人配米[2]:69。
- 4月27日——德輔道中287號陸海通旅店分館天台小屋，男子陳寶光殺死妻子後將屍體藏於床下自製的石箱內，以水泥封蓋。[6]
- 4月28日——荃灣一間未編門牌的小屋內，傅又覺（30歲）正在屋內熟睡時，被一名男子持刀破門闖入，傅被人亂刀殺害。
- 4月29日——港府宣佈不變更外匯政策。
- 4月30日——香港淪陷前最後一任港督楊慕琦從瀋陽戰俘營返抵香港。

### 5月
- 廣州市長陳策抵港訪問。
- 5月1日——軍政府首長夏愨離港，宣佈撤銷軍政府，恢復文人政府，楊慕琦復任港督一年[2]:46。同日設立副財政司，由馬森·塞德維克出任。
- 5月10日——由粵開港之九廣快車在廣州南崗發生爆炸，4死12傷。

### 6月
- 香港人口統計達150萬。
- 6月1日——油蔴地彌敦道發生械劫案。電燈公司工人復工。德輔道中271號二樓，樓下為璇宮餐室，在上址經營勵圖公司及華興行的4人均於二樓之尾房被人槍殺。
- 6月6日——政府為緩解糧荒，發起節約糧食運動。日本戰犯30餘人押抵香港受審。
- 6月9日——黃埔船塢工人罷工，抗議包工制。
- 6月23日——第一屆香港小姐競選由香港中華業餘泳團與英國空軍俱樂部合辦及於北角麗池游泳場舉行，李蘭奪得第一名，並由港督楊慕琦爵士夫人約瑟芬加冕為第一位香港小姐冠軍[7]。

### 7月
- 7月2日——由越南來港之「益利士輪」在海防市觸水雷沉沒，6人失蹤。
- 7月3日——灣仔莊士敦道樓宇騎樓倒塌，壓斃2人。
- 7月7日——舉行抗戰死難軍民追悼大會。
- 7月12日——坪洲海面發生水雷爆炸慘劇[8]，上午11時許，4號水警輪開往長洲巡邏，至12時半駛至坪洲附近時，觸及二戰期間遺下的水雷後爆炸沉沒，造成7死5傷，另12人獲救無受傷。死者包括1名船長、1名水警、3名工程師、1名鍋爐工及1名廚師[9]。
- 7月13日——沙田田心村發生謀殺案，一名男子被妻子及2名養子殺害。[10]
- 7月14日——港府公佈物價管制法規。
- 7月18日——颱風正面吹襲香港，在本港以南70公里處掠過，皇家香港天文台改掛十號風球[11]，11死7傷[12][13][14][15]。
- 7月29日——尖沙咀線渡海小輪因工潮停航，渡輪工作由海軍接替。
- 7月30日——天星小輪工人罷工。

### 8月
- 8月7日——市區押業全面停業。
- 8月21日——各線小輪恢復航行。
- 8月22日——廣東省政府主席羅卓英訪港。
- 8月26日——總督楊慕琦頒佈政制改革計劃。
- 8月29日——楊慕琦赴新加坡訪問。
- 8月30日——港府於中環和平紀念碑前舉行首個「重光紀念日」慶祝儀式，並定每年今日為公眾假期，有關安排維持至1999年取消。中英軍聯絡辦事處協助國軍北運，於同日停運[2]:47。
- 8月31日——中國駐九龍軍隊奉命撤回。

### 9月
- 二戰後首屆香港足球聯賽舉行。
- 9月1日——國軍全部離開香港，憲兵亦返回廣東[2]:47。
- 9月2日——港九單車同業3,000工友請願，要求暫緩取締單車載客。
- 9月7日——颱風襲港，天文台懸八號風球[11]，無傷亡。
- 9月12日——港九開始夜間制水。
- 9月14日——港府禁止棉紗布匹出口。
- 9月17日——國民政府發聲明，表示中國對九龍城內治權從未放棄。
- 9月23日——港府在新界設租務法庭。
- 9月24日——國泰航空公司成立。
- 9月25日——一架準備前往越南西貢（今胡志明市）的英國皇家空軍C-47運輸機在惡劣天氣下，由舊31跑道往獅子山方向起飛後於九龍塘墜毀，19人死亡[16]。
- 9月30日——皇后大道中十號宏興行四樓貿豐庄被賊械劫，並發生警匪槍戰[17]。

### 10月
- 10月1日——27間押店復業。
- 10月6日——英國商業訪問團抵港。
- 10月7日——正和銀行啟業。
- 10月10日——中國實業銀行開業。
- 10月12日——流浮山深灣發生謀殺案。
- 10月16日——遠東經濟評論創刊。
- 10月20日——西南興業銀行創立。
- 10月13日－10月14日——颱風襲港，天文台懸八號風球[11]，無傷亡。
- 10月27日——「港九各界反內戰大同盟」成立。

### 11月
- 11月3日——灣仔中巴車廠焚燬，1人受傷。
- 11月4日——全力防疫，撲滅天花，本年暫停洗太平地[2]:76。
- 11月6日——深水埗元州街一幢唐樓發生大火，釀成11死3傷[18]。
- 11月22日——開徵筵席捐（飲食稅），消費5元以上，以及酒類，從徵10%[2]:69。
- 11月23日——苦力鄒陸風因菜販楊永宜與其妻胡秀珍有染，持牛肉刀到北河街找楊永宜，萁將楊斬斃。
- 11月24日——修訂物價統制法，商店須備物品公價表，啤酒樽工字鐵禁止出口，汽車定公價最貴不過20,900元[2]:73。
- 11月28日——由江門市開往香港之「福海輪」在中山市小欖鎮撞礁沉沒，溺斃30餘人。

### 12月
- 香港人口增至168萬。
- 12月2日——深水埗南昌街106號文化夜學，2人在校外打鬥。其中人以利刃刺傷另人並滾下樓梯斃命。九龍城譚公道128號門前，男子被三兇徒殺害。
- 12月3日——英軍在文錦渡槍殺深圳鄉民張添祥[2]:48。
- 12月14日——半山區及中上環配售毛氈、九龍及灣仔等區配售棉毛氈[2]:70。
- 12月19日——灣仔皇后大道中水渠街口，一名男子被斬十餘刀，重傷死亡。

## 出生人物
- 11月5日：陳曼娜、香港資深影視甘草演員。